# Schoenenfabriek J.A. Ligtenberg
De Schoenenfabriek J.A. Ligtenberg te Dongen was een Nederlandse schoenenfabrikant.
De onderneming begon in 1881 als handwerkbedrijf. Ze was opgericht door Johannes Antonie Ligtenberg. De productie omvatte aanvankelijk vooral zeelaarzen en vetleren werkschoenen die onder meer in Rotterdam afzet vonden. Na enkele jaren breidde de onderneming haar assortiment uit met luxe herenschoenen. Rond 1900 vond de omschakeling naar het machinaal bedrijf plaats, gestimuleerd door Kees Ligtenberg. Naast Kees kwamen vervolgens ook zijn broers Janus, Piet, Henri en Antoon in het bedrijf te werken. In 1915 bedroeg de weekproductie ruim 2000 paren.
Na de dood van de oprichter, in 1918, zetten de vijf gebroeders de zaken voort. In 1931 werd een bestaande plaats- en branchegenoot, schoenfabriek C & A Riemslag, overgenomen. Naast de schoenen onder het merk Jal werden hier jongens- en herenschoenen onder het merk Cowboy geproduceerd.
Na de Tweede Wereldoorlog trad een derde generatie toe tot de leiding. In 1956 werkten er 300 personen. In 1981 kon nog net het eeuwfeest gevierd worden voordat de fabriek haar deuren sloot. 